# Trofeo Baracchi 1973
Il Trofeo Baracchi 1973,  ventiquattresima edizione della corsa, si svolse il 21 ottobre 1973, da Bergamo a Brescia, su un percorso di 108,9 km. La vittoria fu conquistata dalla coppia Felice Gimondi e Martín Emilio Rodríguez, che completarono il percorso in 2h18'05", precedendo Gösta Pettersson e Davide Boifava, che si aggiudicarono il secondo posto, e Phil Bayton e Dave Lloyd, che salirono sul terzo gradino del podio.
I corridori che presero il via in questa edizione della corsa erano 14, suddivisi in 7 coppie. 

## Ordine d'arrivo (Top 10)
| Pos. | Corridore                              | Tempo    |
| ---- | -------------------------------------- | -------- |
| 1    | Felice Gimondi Martín Emilio Rodríguez | 2h18'05" |
| 2    | Gösta Pettersson Davide Boifava        | a 2'38"  |
| 3    | Phil Bayton Dave Lloyd                 | a 4'10"  |